# Kościół Podwyższenia Krzyża Świętego w Besku (stary)
Kościół Podwyższenia Krzyża Świętego w Besku – rzymskokatolicki kościół filialny należący do parafii Podwyższenia Krzyża Świętego w Besku (dekanat Jaćmierz archidiecezji przemyskiej).
Wpisany  do rejestru zabytków w 1952 roku.

## Historia
Jest to świątynia wzniesiona w 1755 roku. Ufundowana została przez Jerzego Augusta Wandalina Mniszcha, marszałka nadwornego koronnego. Rozbudowana została w 1893 roku (przedłużono wówczas nawę), natomiast w 1930 roku została dobudowana kaplica pod wezwaniem Grobu Pańskiego i dach został pokryty blachą. Wnętrze zostało odnowione w latach: 1966, 1969 (założono nową posadzkę), 1972 i 1989. W latach 2013–2022 w kościele prowadzone były prace remontowo-konserwatorskie, w trakcie których między innymi wykonano odkrywki i przeprowadzono prace konserwatorskie polichromii w prezbiterium kościoła pochodzącej z 2 połowy XVIII wieku  (prace wykonał konserwator Sławomir Stępień).

## Architektura i wyposażenie
Budowla jest drewniana, trzynawowa, posiada konstrukcję zrębową. Świątynia jest orientowana, wybudowano ją z drewna jodłowego. Prezbiterium jest mniejsze w stosunku do nawy, zamknięte jest trójbocznie, przy nim znajdują się zakrystia i kaplica zamknięta trójbocznie. Z boku nawy jest umieszczona kruchta. Dach kościoła jest dwuspadowy, jednokalenicowy, pokryty blachą. Na dachu znajdują się dwie sześcioboczne wieżyczki na sygnaturkę, umieszczone nad prezbiterium i druga nad frontową częścią nawy. Są one zwieńczone blaszanymi dachami hełmowymi. 
Wnętrze dzielą na trzy nawy dwa rzędy czterech filarów połączonych arkadami. Stropy w nawie są płaskie, natomiast w kaplicy i nawach bocznych znajdują się pozorne sklepienia kolebkowe. Chór muzyczny jest podparty dwoma słupami z wystawką w części centralnej i prospektem organowym powstałym na początku XIX wieku z instrumentem wykonanym w 1893 roku. Belka tęczowa jest ozdobiona późnobarokowym krucyfiksem wykonanym w XVIII wieku. Posadzka jest murowana. 
Polichromia o charakterze figuralno–ornamentalnym powstała pod koniec XIX wieku w stylu neogotyckim, następnie została przemalowana w latach 70. XX wieku. W prezbiterium na ścianach są umieszczone sceny z Krzyżem Świętym, natomiast w nawie są namalowane postacie świętych i aniołów. Arkady są ozdobione wizerunkami Ewangelistów i Świętych Stanisława i Kazimierza. Strop zdobią sceny Trójcy Świętej, Niepokalanego Poczęcia Najświętszej Maryi Panny oraz Wniebowzięcia Najświętszej Maryi Panny. 
Ołtarze główny z 1889 roku i dwa ołtarze boczne reprezentują styl neorenesansowy. Ambona w stylu barokowym jest ozdobiona płaskorzeźbą tablic dekalogu. Chrzcielnica została wykonana w 2 połowie XVIII wieku. Kropielnica pochodzi z 1 połowy XIX wieku. Stacje drogi krzyżowej wykonane w 1863 roku znajdują się obecnie w nowym kościele.

## Galeria

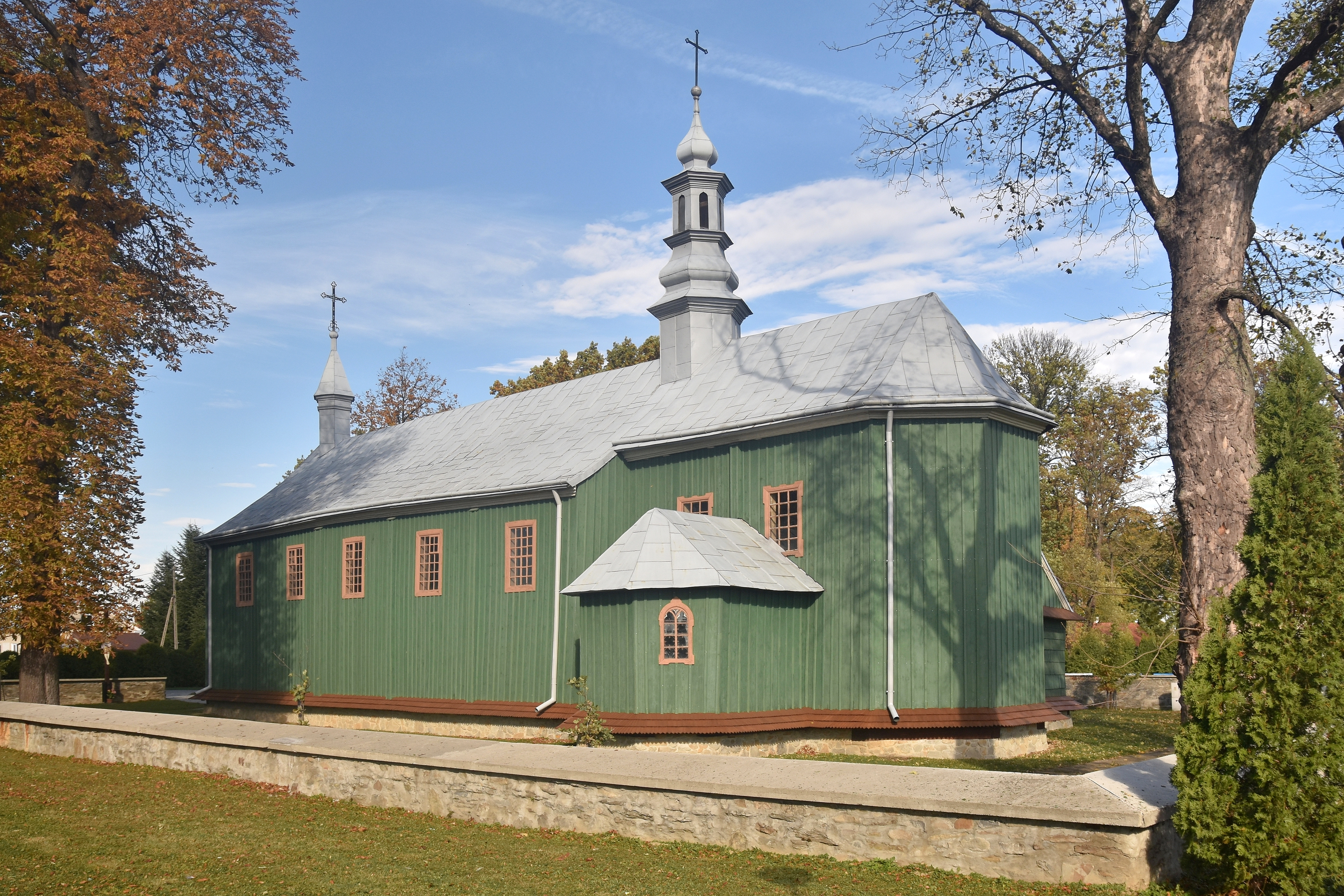
Elewacja południowa
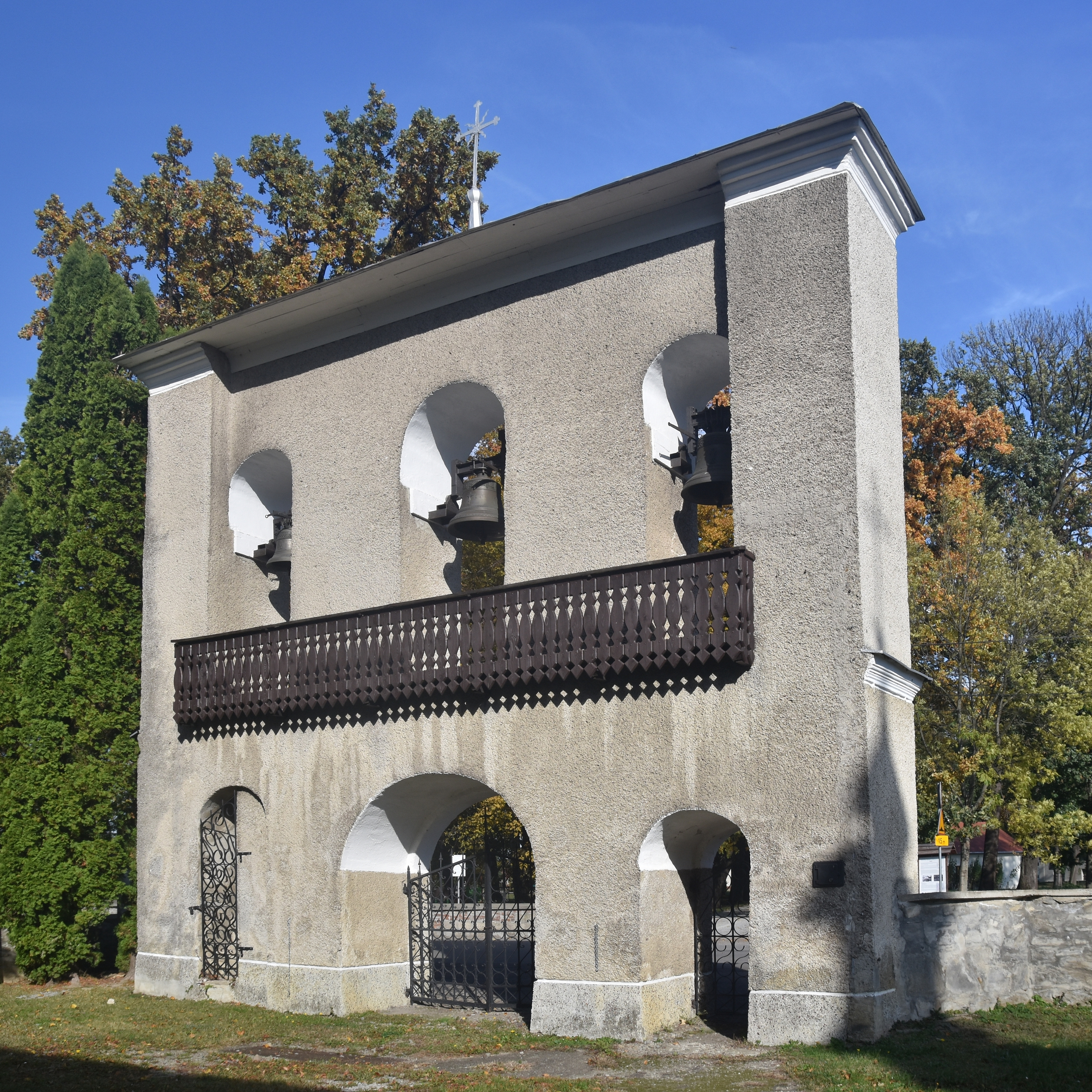
Dzwonnica
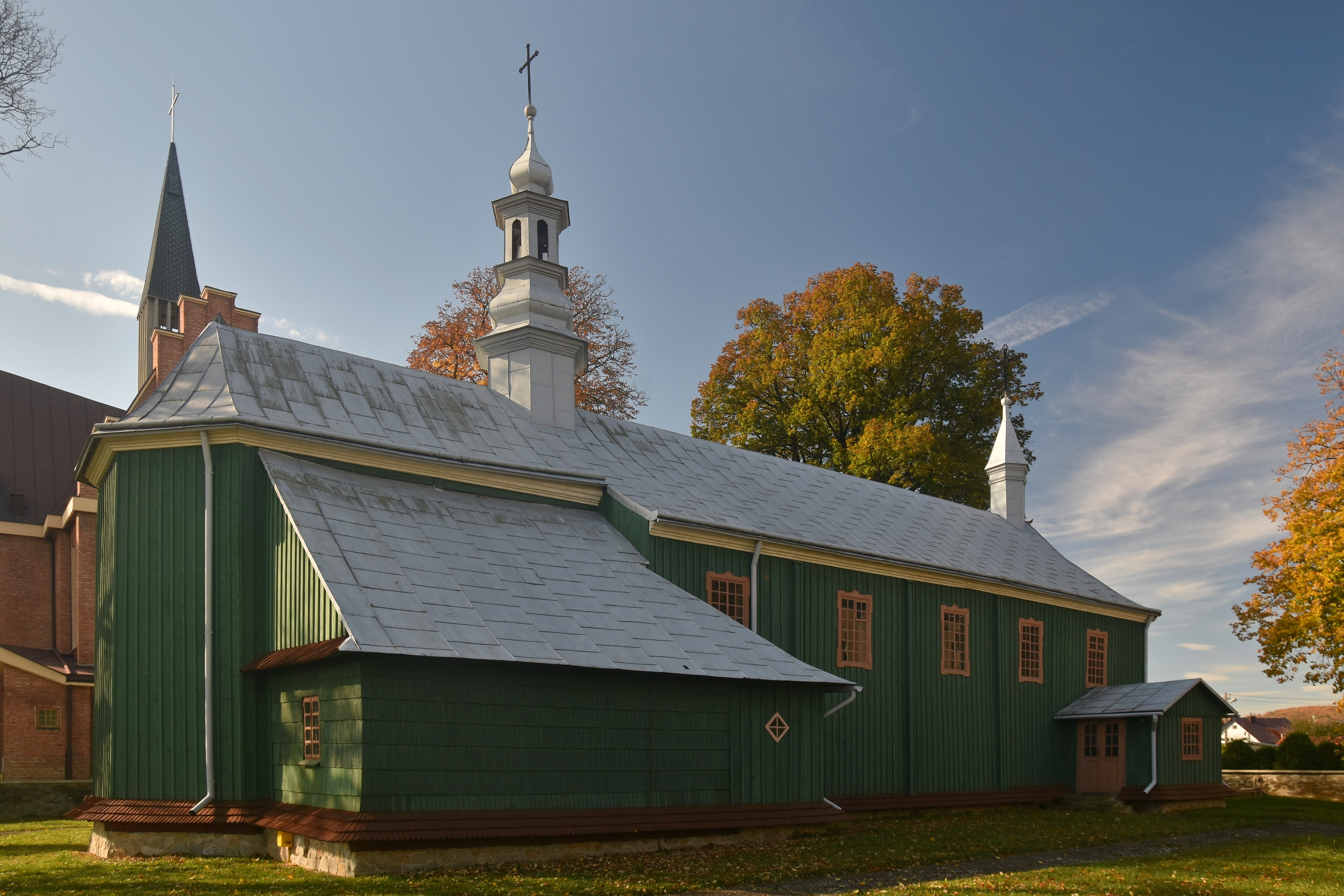
Elewacja północna